# Hamburgische Biografie/Register
Diese Seite enthält ein vollständiges alphabetisches Register aller Einträge in der Hamburgischen Biografie (Band 1 bis 8). Die römischen Ziffern geben jeweils die Bandnummer, die arabischen Ziffern die Seitenzahlen an.

## A
- Aalweber II 13
- Semuel Abas III 13
- Harald Abatz VI 13–14
- Hans Abel VIII 13–14
- Amandus Augustus Abendroth II 13–15
- August Abendroth II 15–16
- Paul Abraham V 13–14
- Moses Gideon Abudiente II 16
- Charlotte Ackermann II 17
- Dorothea Ackermann II 17–18
- Adalbero von Bremen I 13
- Adalbert von Bremen I 13–15
- Adaldag I 15
- Adalgar II 18
- Adam von Bremen I 16
- Kurt Adams II 18–20
- Wolffgang Henrich Adelungk II 20–21
- Franz Adickes IV 13–14
- Friedrich Adler I 16–17
- Johan Adler Salvius IV 14–15
- Adolf I. von Holstein und Stormarn I 17–18
- Adolf III. von Holstein und Stormarn II 21–22
- Adolf IV. von Holstein und Stormarn II 22–23
- Benedikt von Ahlefeldt IV 15–17
- Detlev von Ahlefeldt II 23–24
- Conrad Ahlers IV 17–18
- Friedrich Ahlers-Hestermann V 14–16
- Tatiana Ahlers-Hestermann II 24–25
- Claus Ahrens VII 13
- Georg Ahrens IV 18–20
- Foppe van Aitzema II 25–26
- Dursun Akçam VIII 14–16
- Hans Albers III 13–15
- Hermine Albers VI 14–16
- Jan Albers VII 14–15
- Albert von Stade I 18
- Julius Gustav Alberti VIII 16–19
- Maria Alberti III 15–16
- Albrecht von Orlamünde I 18–19
- August Albrecht V 16–17
- Grete Albrecht VIII 19–20
- Johann Friedrich Ernst Albrecht I 19–29
- Max Albrecht II 26–27
- Sophie Albrecht I 20
- Heinrich Jacob Aldenrath IV 20
- Gerhard Alexander V 17–19
- Christian Wilhelm Allers VII 15–16
- Wilhelm von Allwörden III 16–18
- Isaac Altmann VIII 20–22
- Arnold Amsinck I 20–21
- Erdwin Amsinck II 27–28
- Garlieb Amsinck II 28–29
- Gustav Amsinck II 29
- Heinrich Amsinck IV 21–22
- Johannes Amsinck II 29–30
- Paul Amsinck I 21
- Rudolf Amsinck I 21–22
- Willem Amsinck I 22–23
- Wilhelm Amsinck (Politiker) V 19–21
- Wilhelm Amsinck (Syndikus) I 23
- Wilhelm Amsinck (Bankier) II 30–31
- Eberhard Anckelmann V 21–22
- Alfred Andersch II 31–32
- Etkar André I 24–25
- Erich Andres V 22–23
- Georg Anschütz VI 16–18
- Ansgar (Erzbischof) I 25–27
- Heinrich Frans Angelo Antoine-Feill V 23–25
- Heinrich Antoine-Feill V 25–26
- Ottomar Anton VI 18–19
- Appelschnut I 27
- Johann Wilhelm von Archenholz I 27–29
- Claus Arndt VIII 22–24
- Henriette Arndt IV 22–24
- Mathilde Arnemann I 29
- Eduard Arning III 18–20
- Siegfried Arno V 26–27
- Arnold von Lübeck I 29–30
- Emil Artin IV 24–25
- Felix Ascher (Architekt) V 27–28
- Zwi Hirsch Aschkenasi V 28–29
- Manfred Asendorf VII 17–18
- Carl Wilhem Asher VIII 25–26
- Georg Asmussen VI 19–20
- Hans Asmussen V 29–30
- David Assing VIII 26–28
- Ludmilla Assing II 32–33
- Ottilie Assing VIII 29–31
- Rosa Maria Assing VIII 31–34
- Siegfried Assmann VIII 34–35
- Albertine Assor III 20–21
- Hermann Aubin VI 20–22
- Jakob Audorf der Ältere IV 25–26
- Rudolf Augstein II 33–35
- Edgar Augustin III 21–22
- Elise Averdieck III 22–23
- Otto von Axen VI 22–23

## B
- Walter Baade IV 27–28
- Johannes Baader II 36
- Ernst Baasch I 31–32
- Carl Philipp Emanuel Bach III 24–25
- Franz Bach V 31–32
- Walter Bacher IV 28–29
- Therese von Bacheracht V 32–34
- Max Bachur IV 29–30
- Georg Nicolaus Bärmann V 34–35
- Walter Bärsch IV 30–32
- Gertrud Bäumer V 35–37
- Hans Bahn VIII 36
- Uwe Bahnsen VIII 36–38
- Richard Ballerstädt II 36–38
- Albert Ballin I 32–34
- Karl Ballmer III 25–27
- Adalbert Baltes IV 32–33
- Gerd Baltus VIII 38–39
- Christoph Anton Balzer VIII 39–40
- Simon Bamberger IV 33–34
- Alma del Banco II 38–39
- Heinrich Banzkow V 37–38
- Curt Bär III 27
- Georg Ludwig von Bar III 28–29
- Eduard Bargheer II 39–40
- Ernst Barlach I 35–36
- Kurt Barnekow III 29–30
- Daniel Bartels V 38–39
- Johann Heinrich Bartels VII 19–20
- Otto Bartels VIII 40–41
- Heinrich Barth IV 34–36
- Christian Bartholatus VIII 41–44
- Janos Bartl V 39–40
- Emilie Basedow VIII 44–46
- Johann Bernhard Basedow I 36–38
- Georg-Henning Graf von Bassewitz-Behr II 40
- Ulrich Bauche VIII 46–48
- Wilhelm Bauche V 40–41
- Wolf von Baudissin VI 24–25
- Edgar Bauer IV 36–38
- Esther Bauer VIII 48–49
- Ferdinand Baur VIII 49–50
- Hein Baxmann d. J. II 40–41
- August Bebel II 41–43
- Paul Bebert I 38–39
- Joachim Beccau III 30–31
- Adolf Beck III 31–32
- Diederich Becker VIII 51–52
- Ulrich Becker VII 20–22
- Rudolf von Beckerath IV 38–39
- Emmy Beckmann V 41–44
- Heinz Beckmann I 39–40
- Friedrich Beermann II 43–44
- Theodor August Behn IV 39–41
- Heinrich Behnken II 44–45
- Eduard Behrens VIII 52–54
- Peter Behrens IV 41–44
- Theodor Behrens VIII 54
- Georg Behrmann (1704–1756) II 45
- Georg Behrmann (1846–1911) III 32–33
- Paul Beiersdorf I 40–41
- Alfred Beit V 44–46
- Esther Bejarano VIII 54–57
- Carl Gottlieb Bellmann IV 43–45
- Salomon Abendana Belmonte III 33–34
- Christian Daniel Benecke III 34–35
- Benedikt V. II 45–46
- Ferdinand Beneke I 41–42
- Otto Beneke III 35–36
- Carl Gustav Bensel IV 45–46
- Charlotte Sophie von Bentinck VII 22–23
- Johann Wilhelm Benz (s. Hummel)
- Reinhard Bérard III 36–37
- Hans Berenberg I 42–43
- Johann Berenberg I 43
- Walter A. Berendsohn III 37–39
- Sebastian von Bergen VI 25–26
- Alfred von Berger III 39–40
- Géza Berger VII 24–26
- Grete Berges IV 46–47
- Philipp Berges VII 26–27
- Max Berges VI 26–27
- Karl-Wilhelm Berkhan II 46–48
- Noah-Haium-Hirsch Berlin VI 27–28
- Jean-Baptiste Bernadotte I 44
- Isaak Bernays I 44–45
- Jacob Bernays V 47
- Michael Bernays VII 27–28
- Christoph Bernhard V 48
- Ernst Bernheim I 45–46
- Arnold Bernstein V 48–50
- Julius von Bernuth VI 28–29
- Henry Vaughan Berry VI 29–31
- Carl Bertheau III. VI 31–32
- Bertram II 48–49
- Alfred Bertram IV 47–49
- Ferdinand Bertram IV 49–50
- Bernd Beseke III 40–41
- Johann Heinrich Besser III 41–42
- Karl August Bettermann VII 28–30
- Adolph Beuhne IV 50–51
- Fritz Beyle I 46–47
- Franz Beyrich I 47–48
- Bezelin II 49–50
- Emil Bieber III 42–43
- Adolf Biedermann VI 33–34
- Peter Bielenberg III 43–44
- Hans-Harder Biermann-Ratjen II 50–51
- Karl Biernatzki II 51–52
- Reinhard Biernatzki VI 34–35
- Frieda Bigalski VIII 57–58
- Heinz-Georg Binder VI 35
- Gertrud Bing VII 30–32
- Siegfried Bing II 52–53
- Hermann Biow IV 51–52
- Johannes Birckholtz VIII 58–59
- Salomo Birnbaum VIII 59–62
- Walter Birnbaum V 50–52
- Theodor Birt VIII 62–63
- Peter Blachstein VI 36–37
- Albert Blankenfeld IV 52–53
- Heinrich Blasius VI 37–39
- Monica Bleibtreu V 52–54
- Bleick Matthias Bleicken VIII 63–65
- Jochen Bleicken VII 32–33
- Abelke Bleken I 48
- Friedrich Bloh VI 39–40
- Hermann Blohm III 45–47
- Rudolf Blohm II 54–55
- Walther Blohm III 47–49
- Wilhelm Blos V 54–56
- Conrad Daniel von Blücher-Altona III 49–50
- Friedrich Bluhme II 56
- Erik Blumenfeld III 50–52
- Hans Friedrich Blunck I 48–49
- Arthur Bock I 49–50
- Helga Boddin VI 40–41
- Johann Joachim Bode I 50–51
- Paul Böckmann IV 53–55
- Johann Nikolaus Böhl von Faber V 56–57
- Burchard Bösche VIII 65–68
- Johannes Böse I 51–52
- Eduard Bötticher VIII 68–69
- Hermann Bohm VII 34–35
- Carl Bohn II 56–57
- Johann Bohn II 57
- Hans Bohnsack VII 35–37
- Karl Boll IV 55–56
- Gustav Bolland IV 56–57
- Jürgen Bolland IV 57–59
- Arved Bolle VII 37–38
- Paul Bollmann III 52–53
- Heinrich Bomhoff VIII 69–70
- Curt Bondy IV 59–61
- Helene Bonfort III 53–54
- Julie de Boor II 57–58
- Arthur Booth II 58–59
- James Booth I 52
- James Godfrey Booth I 52–53
- John Cornelius Booth II 59
- John Richmond Booth I 53–54
- Johann Borchard VI 41
- Lucy Borchard VI 41–44
- Hertha Borchert II 59–60
- Wolfgang Borchert I 55–57
- Conrad Borchling I 57–58
- Hinrich Borkenstein VI 44
- Ludger Born V 57–58
- Hans Bornemann III 54–55
- Hinrik Bornemann III 55
- Arthur Bornstein IV 61–62
- Peter Borowsky I 58–59
- Bärbel von Borries-Pusback VII 38–39
- Johann Michael Bossard III 55–56
- Jutta Bossard-Krull IV 62–63
- Ami Boué V 58–59
- Pierre Boué V 59–60
- Louis Antoine Fauvelet de Bourrienne I 59
- Albert Bozenhard IV 63–64
- Carl Braband V 60–62
- William Brade VII 39–41
- John Brahm VII 41–43
- Otto Brahm V 62–63
- Johannes Brahms II 61–62
- Alexander Bran I 59–60
- Hennig Brand III 56
- Gerhard Brandes VII 43–44
- Heinrich Brandler VIII 71–72
- Olga Brandt-Knack I 60–61
- Daniel Braubach III 56–57
- Heinrich Brauer VI 44–46
- Ludolf Brauer III 57–58
- Max Brauer II 63–65
- Hellmut Braun VI 46–47
- Margarete Braun II 65–66
- Heinrich Braune II 66–67
- Gustav Brecher VII 44–45
- Willi Bredel IV 64–66
- Alfred Brehm III 58–60
- KP Brehmer IV 66–68
- Peter Breiß II 67
- Detlev Bremer d. Ä. VII 45–46
- Robert Brendel II 68–69
- Carl Breuer VI 47–48
- Erich Brill VIII 72–75
- Johann Ludewig Engelhard Brinckmann III 60–61
- Justus Brinckmann I 61–62
- Eduard Brinkama V 63–64
- Barthold Heinrich Brockes I 62–65
- Otto Brodde III 61–62
- Arthur von Broecker III 62–63
- Paul Bröcker IV 68–69
- Georg Bronner II 69–70
- Carl Bruck III 63–64
- Ernst Bruck II 70–71
- Elisabeth Bruhn VIII 75–76
- Louis Brunner V 64–66
- Otto Brunner VI 49–50
- Hans Brunswig VIII 76–78
- Natascha A. Brunswick III 64–66
- Johann Friedrich Bubendey II 71–72
- Gerd Bucerius II 73–74
- Oda Buchenau III 66–67
- Ernst Buchholz VI 50–51
- Hans Wilhelm Buchholz V 66–68
- Enno Budde II 74–75
- Emma Budge IV 69–71
- Henry Budge IV 71–72
- Clémence Budow V 68–69
- Rudolf Büch VIII 78–89
- Franz Büchner I 65
- Winfried Bühler VII 46–48
- Gisela Bührmann VI 51–53
- Heinrich Wilhelm Buek III 67–68
- Gustav Bülau III 68–69
- Theodor Bülau II 75–76
- Bernhard von Bülow II 76–78
- Elise Bürger II 78–79
- Heinrich Bürger IV 72–74
- Hans Bürger-Prinz III 69–71
- Henning Büring VI 53–55
- Johann Georg Büsch IV 74–75
- Johannes Bugenhagen II 79–81
- Walther Buhl VIII 80–82
- Jes Bundsen I 65–66
- Heinrich Burchard II 81–82
- Wilhelm Amsinck Burchard-Motz V 69–71
- Werner Burkhardt V 71–72
- Gustav Burmester V 72–73
- Josef Busch IV 76–77
- Wilhelm M. Busch II 83
- Aline Bussmann IV 77–78
- Eva von Buttlar V 73–75

## C
- Adolph Calmann VII 49–50
- Jenny Calmann VIII 84–85
- August Campe IV 79–80
- Elisabeth Campe (geb. Hoffmann) II 84
- Joachim Heinrich Campe III 72–73
- Julius Campe II 84–86
- Wilhelm Capelle VII 50–52
- Joseph Carlebach I 67–68
- Wilhelm Carstenn III 73–74
- Ernst Cassirer I 68–70
- Jehuda de Mordechai Cassuto III 74–75
- Benedictus de Castro I 70–71
- Rahel de Castro VII 52–53
- Rodrigo de Castro I 71–72
- François Louis René Mouchard de Chaban V 76–77
- Christian Chalybaeus VII 53
- Alfred de Chapeaurouge VII 53–55
- Charles Ami de Chapeaurouge V 77–78
- Jean Dauphin de Chapeaurouge V 78–80
- Paul de Chapeaurouge V 80–82
- Alexis de Chateauneuf I 72–74
- Matthäus Friedrich Chemnitz II 86–87
- Johann Wilhelm Christern VII 55–56
- Christian I. von Dänemark, Norwegen und Schweden II 87–88
- Christian IV. von Dänemark und Norwegen II 88–90
- Christian Albrecht von Schleswig-Holstein-Gottorf V 82–83
- Kurt Christians III 75
- Hans Christiansen III 75–76
- Christina von Schweden I 74–75
- Friedrich Chrysander III 76–77
- Hildegard Claassen VIII 86–87
- Johannes Classen IV 80–81
- Johannes Wilhelm Classen V 83–84
- Walther Classen I 75–76
- Hermann Claudius V 84–85
- Matthias Claudius VI 56–59
- Bettina Clausen VIII 87–88
- Rosemarie Clausen (geb. Kögel) I 76–77
- Wolfram Claviez VII 56–57
- Geseke Cletzen II 90–91
- Johann Cletzen II 91–92
- Benno Cohen VI 59–60
- Max Cohen V 85–86
- Jacob Refael Cohen Belinfante III 77–78
- David Cohen de Lara II 92–93
- Max Cohn VIII 88–90
- Willy Colberg III 78–79
- Johann Matthias Commeter III 79–80
- Patrice-Charles-Ghislain de Coninck-Outrive VI 60–61
- Johann Georg Conradi II 93–94
- Henning Conradin VI 61–63
- Christoph Corbinus II 94
- Wilhelm Cordes I 77–78
- Peter Cornehl VIII 90–92
- Paschen von Cossel III 80–81
- Uriel da Costa III 81–83
- Carl Friedrich Cramer III 83–84
- Molly Cramer II 94–95
- Gottfried Cramm IV 81–83
- Hans-Gerhard Creutzfeldt III 84–85
- Friedrich Cropp III 85–86
- Wilhelm Cuno V 86–89
- Jacob Curiel VI 63–65
- Johann Carl Daniel Curio VIII 92–94
- Carl Otto Czeschka VIII 94–96

## D
- Sebastian Dadler VI 66–67
- Rolf Dahlgrün IV 84
- Heinrich Dahlström VI 67–68
- Felix Dahn VI 68–70
- Gustav Dahrendorf VIII 97–100
- Ralf Dahrendorf V 89–91
- Alfred Daiber VII 58–59
- Marta Damkowski (geb. Bröcker) I 79
- Ernst Dammann IV 85–86
- Lothar Danner II 96–97
- Theodor Danzel VI 70
- Hanne Darboven VII 59–61
- Johann Joachim Darboven III 87
- Andreas Dathe III 88–89
- Herbert Dau VII 61–62
- Georg Daur VII 62–63
- Johann Marcus David II 97–98
- Simon Alexander David I 79–80
- Willy Davidson III 89–90
- Louis-Nicolas Davout I 80–81
- Wilm Dedeke II 98–99
- Georg Dedeken III 90
- Rudolf Degkwitz I 81–82
- Ida Dehmel VI 70–71
- Max Dehn III 91
- Siegfried Wilhelm Dehn III 91–92
- Jürgen Deininger VII 63–65
- Max Deiters II 100–101
- Ernst Delbanco II 101–102
- Hans Demme III 92–93
- Otto Dempwolff VII 65–66
- Theodor Deneke III 93–94
- Heinrich Denicke II 102
- Balthasar Denner V 91–92
- Max Dennstedt VIII 100–101
- Aloys Denoth VIII 101–103
- Eléonore Desmiers d’Olbreuse III 94–95
- Paul Dessau VII 66–68
- Friedrich Dettmann VIII 103–104
- Richard Deutschmann VI 72–73
- Wilhelm Dieckvoß VIII 104–105
- Erich Diederichs VIII 105–108
- Heinrich Diederichsen VII 68–69
- Helga Diercks-Norden VIII 108–109
- Amalie Dietrich IV 86–87
- Heinrich Dietz II 102–104
- Minya Diez-Dührkoop VI 73–75
- Theodor Dill I 82–83
- Alvaro Dinis III 95–96
- Hermann Distel I 83–84
- Paul Dittmann VIII 109–110
- Jacob von Döhren III 96–97
- Hans Dölle VIII 110–112
- Marion Gräfin Dönhoff II 104–106
- Johann Döring V 92–94
- Karlheinz Döring VII 69–70
- Ludwig Doermer I 84–85
- Lorenz Dohmsen II 106
- Hans Domizlaff V 94–96
- Hermann Doormann III 97–98
- Ernst Dorendorf VIII 113–115
- Cay Dose II 106–107
- Bernhard Dowe II 107–108
- Carl Dransfeld I 85
- Adolf Drechsler VII 70–71
- Reinhard Drenkhahn III 98–99
- Wilhelm Drexelius VI 75–76
- Lebrecht Dreves VII 71–72
- Johann Matthias Dreyer III 100–101
- Ernst Drucker VI 76–77
- Karl Dubbels VII 73
- Eduard Duckesz IV 87–88
- Rudolph Dührkoop VI 77–79
- Hinrich Dultz III 101–102
- Alfred Dunkel III 102–104
- Johann Jakob Dusch III 104
- Max von Duttenhofer II 108–109
- Carl Duve II 109–110
- Freimut Duve VIII 115–116
- Harald Duwe V 96–98
- Friedrich Dyrssen V 98–99

## E
- Christoph Daniel Ebeling I 86
- Ida Eberhardt V 100
- Hermann Ebert VIII 117–118
- Helmut Echternach III 105
- Jürgen Echternach VI 80–82
- Julius von Eckardt II 111
- Kurt Eckelmann VIII 118–120
- Christa Eckes VIII 120–121
- Otto Eckmann IV 89–90
- Johann Christian Edelmann V 101–102
- Henning Edens II 111–112
- Esdras Edzardus I 86–87
- Axel Eggebrecht VI 82–83
- Hans Jürgen Eggers II 112–113
- Heinrich Eggerstedt III 105–107
- Otto Eggerstedt II 113–114
- Martin Ehlers III 107–108
- Klasina Ehlert VIII 121–123
- Max Ehlert II 114–115
- Ida Ehre I 87–90
- Julius von Ehren IV 90–91
- Richard Ehrenberg I 90
- John Ehrenteit VII 74–75
- Jonathan Eibeschütz II 115–116
- Lucille Eichengreen VIII 123–124
- Julie Eichholz (geb. Levy) V 102–103
- Max Eichholz I 90–91
- Hans Eidig II 116–117
- Johann Gottfried Eiffe III 108–109
- Peter-Ernst Eiffe V 103–104
- Hans Christian Eiffler III 109–110
- Georg Einbeck III 110
- Ernst Eitner VI 83–85
- Alice Ekert-Rotholz III 110–112
- Konrad Ekhof IV 91–93
- Ernst Elfeld III 112
- Erich Elingius III 112–113
- August Ellinger VIII 124–126
- Adolph von Elm VIII 127–128
- Thomas Ellwein II 117–118
- Ilse Elsner (geb. Künzel) V 104–105
- Willi Elsner VIII 128–130
- Charlotte Embden (geb. Heine) IV 93–94
- Heinrich Embden II 118–119
- Jakob Emden II 119–120
- Max Emden VI 85–86
- Walter Emmerich VII 75–77
- Emma Ender (geb. Behle) VI 87–88
- Charlotte Engel-Reimers VI 88–90
- Karl Engelbrecht III 113–114
- Edgar Engelhard V 105–107
- Friedrich Engelke V 107–108
- Hans Engelland V 108–109
- Hans-Werner Engels VII 77–78
- Kurt Enoch V 109–110
- Hans Eppendorfer VII 78–80
- Fritz T. Epstein VIII 130–134
- Albert Erbe II 120–122
- Hartmut Erbse VII 80–82
- Heinz Erhardt V 110–112
- Otto Ernst IV 94–95
- Johann Joachim Eschenburg II 122
- Olga Essig I 91–93
- Jacob Ettlinger I 93–95
- Henry Everling VIII 134–136
- Joachim Lorenz Evers I 95
- Franz Eyssenhardt VI 90

## F
- Johann Albert Fabricius IV 96–97
- Theodor Fahr IV 97–99
- Harald Faleschini VIII 137
- Gustav Falke II 123
- Julius Faulwasser I 96
- Eberhard Fechner VIII 137–139
- Jan Fedder VIII 139–141
- Helga Feddersen II 123–124
- Jürgen Fehling V 113–114
- Fritz Feilcke VIII 141–142
- Barthold Feind II 124–125
- Lore Feldberg-Eber V 114–115
- Heinrich Ferck VIII 142–143
- Oscar Fetrás III 115
- Herbert Feuchte VII 83–84
- Hubert Fichte III 115–117
- Arnold Fiedler III 117–118
- Hartwig Fiege IV 99–100
- Filippo Finazzi I 97
- Ernst Finder VI 91–92
- Johann Dominik Fiorillo VI 92–93
- Fritz Fischer VI 93–95
- Hans W. Fischer I 97–99
- Walther Fischer V 115–116
- Fritz Fleer IV 100–101
- Ulrich Fleischer VII 84–85
- Paul Fleming I 99–100
- Elisabeth Flickenschildt V 116–118
- Fritz Flinte III 118–119
- Wilhelm Flitner II 125–126
- Justus Flohr VIII 143–144
- Elisabeth Flügge I 100
- Gorch Fock IV 101–102
- Christian Förster II 126–127
- Ernst Foerster VIII 144–146
- Hans Förster II 127–128
- Hermann Förster V 118–119
- Kurt Georg Förster II 128–129
- Johann Philipp Förtsch III 119–120
- Martin Fogel VII 85–86
- Helmut Folwart III 120–121
- Eugen Fraenkel III 121–122
- Maimon Fraenkel III 122–123
- Johann Wolfgang Franck III 123–124
- Meister Francke II 129–130
- August Hermann Francke V 119–120
- Arnold Frank VII 87–88
- Hermann Frank III 124–125
- Paul Frank I 101
- Peter Frankenfeld VI 95–96
- Johann Fransoyser III 125
- Nicolaus Fransoyser III 125–126
- Johannes Freder VI 96–97
- Leon Frejtag VI 97–99
- Gustav Frenssen VII 88–90
- Daniel Frese III 126–127
- Martha Freud geb. Bernays IV 103–104
- Wilhelm Nicolaus Freudentheil VII 90–92
- Walter Freytag II 130–131
- Johann Carl Georg Fricke III 127–128
- Klara Fricke (geb. Mangers) IV 104–105
- Carl Friederichs VI 99–100
- Ernst Friedheim VIII 146–147
- Ernst Friedlaender II 131–132
- Robert Friedmann IV 105–106
- Friedrich I. (Barbarossa) II 133–134
- Friedrich II. (Röm.-Dt. Kaiser) I 101–102
- Friedrich I. (Erzbischof) II 132–133
- Alexander Friedrich VII 92–94
- Johann Frisch VIII 147–149
- Gottfried Fritzsche V 120
- Friedrich Fröbel V 120–122
- Louise Fröbel V 122–123
- Ilse Fromm-Michaels (geb. Bauch) II 134–135
- Charles Fuchs III 128–130
- Friedrich Fülleborn V 123–125
- Manfred Fürst VIII 149–152
- David Rudolph Fürstenau VII 94–95
- Jacob Friedrich David Rudolph Fürstenau VII 95–96
- Wilhelm Füsslein V 125–126
- Ernst Fuhrmann IV 106–107
- Hinrik Funhof III 130
- Nicolaus Funk II 135–136

## G
- Johann Gabe IV 108
- Pedro Gabe IV 109–110
- Cipriano Francisco Gaedechens VI 101–103
- Otto Christian Gaedechens VII 97–98
- Caspar Siegfried Gähler IV 110–111
- Johann Gustav Gallois II 137
- Kurt Ganske IV 111–112
- Heinrich Garve II 137–138
- Theodor Gayen III 131–132
- Julius Gebhard III 132–133
- Heinrich Geffcken II 138
- Johannes Geffcken VI 103–104
- August Geib VIII 153–154
- Christian Geissler VIII 154–157
- Hermann Geissler V 127–128
- Vicko von Geldersen III 133
- Günther Gensler I 103
- Jacob Gensler I 103
- Martin Gensler I 104
- Erich Genzmer V 128–129
- Oskar George V 129–131
- Bruno Georges II 138–140
- Joachim Gerhardt VIII 157–158
- Martin Gerhardt IV 112–113
- Paul Gerhardt III 133–135
- Richard Germer II 140–141
- Max Gerntke V 131–132
- Hans Gerson II 141–142
- Oskar Gerson II 142–143
- Friedrich Gerstäcker IV 114–115
- Heinrich Wilhelm von Gerstenberg II 143–144
- Joachim Gerstenbüttel V 132–133
- Hans Gertberg VIII 158–160
- Gottfried Gesius II 144–145
- Augustinus von Getelen V 133–134
- Agnes Gierck (geb. Höhne) VI 104–105
- Hans Giese III 135–136
- George Giles VIII 160–162
- Hugo Gill III 137–138
- Miriam Gillis-Carlebach VIII 162–164
- Ralph Giordano VII 98–101
- Nicolaus Dietrich Giseke III 136
- Adolf Glassbrenner IV 115–117
- Maria Gleiss VIII 164–165
- Franz Glienke VII 101–103
- Glikl bas Juda Leib II 145–146
- Hanna Glinzer I 104–105
- Friedrich Glitza II 146–147
- Franz Glöckl V 134–135
- Lazarus Moses Glogau V 135–136
- Eugen Glombig IV 117–119
- Glückel von Hameln (s. Glikl Bas Juda Leib)
- Gerda Gmelin VI 105–107
- Helmuth Gmelin VI 107–108
- Ascan Klée Gobert I 105–106
- Boy Gobert II 147–148
- Adolph Godeffroy V 136–138
- Gustav Godeffroy V 138–141
- Jacques César Godeffroy VII 103–104
- Jean César IV. Godeffroy V 141–142
- Johan Cesar V. Godeffroy V 142–144
- Johan Cesar VI. Godeffroy V 144–146
- Johan Cesar (VII.) Godeffroy jr. VII 104–106
- Peter Godeffroy Sr. VIII 165–167
- Claus Göttsche I 107
- Adolf Goetz VII 106–107
- Carl Götze I 107–108
- Johan Melchior Goeze VIII 167–169
- Berthold Goldschmidt I 108
- Johanna Goldschmidt (geb. Schwabe) I 109–110
- Joseph Goldschmidt I 110–111
- Otto Goldschmidt VII 108
- Harry Goldstein II 148–150
- Klotilde Gollwitzer-Meier III 138–139
- Katharina Gombert IV 119–12
- Harry Gondi V 146–147
- Leonhard Goppelt III 139–140
- Arie Goral-Sternheim I 111–112
- Heinrich Gossler II 152–153
- Johann Heinrich Gossler II 150–151
- Johann Hinrich Gossler II 153–154
- John Gossler II 154–155
- John Henry Gossler II 155–156
- Julius Gottschalk VIII 169–170
- Walter Grab III 140–141
- Helge Grabitz-Scheffler VIII 170–173
- Siegfried Gräff IV 120–122
- Joachim Gragert II 156
- Walter Gramatté VIII 173–175
- Heinz Mosche Graupe VII 108–110
- Ferdinand Heinrich Grautoff II 156–157
- Georg Greflinger V 147–149
- Gregor IV. I 112–113
- Henry Grell VI 109–110
- Wolfgang Grell VI 110–112
- Georg Gresko IV 122–123
- Gillis de Greve III 141–142
- Michael Th. Greven VII 110–112
- Carl Grevsmühl II 157–158
- Johann Diederich Gries III 142–143
- Johann Michael Gries V 149–151
- Otto Grim VII 112–113
- Eduard Grimm III 143
- Willem Grimm III 143–145
- Adolf Grimme V 151–153
- Ernst Grimsehl V 153–154
- Friedrich Carl Gröger IV 123–124
- Margareta Gröwel V 154–156
- Hugo Groothoff V 156–157
- Charlotte Gross VII 113–114
- Fritz Gross VIII 175–177
- Walter Hatto Gross VII 114–115
- Berthold Grosse VII 115–116
- Louis Adolf Grossmann III 145–146
- Heinrich Grosz VII 116–118
- Otto Grot II 158–160
- Otto Grote VIII 177–178
- Johannes Grotjan V 157–158
- Wolfgang Grünberg VII 118–119
- Gustaf Gründgens II 160–162
- Louis Grünwaldt I 113–114
- August Grumbrecht VIII 178–181
- Friedrich Wilhelm Grund VI 112–114
- Friedhelm Grundmann VIII 181–182
- Günther Grundmann VI 114–116
- Max Grunwald I 114
- Gerhard Günther III 146–147
- Johann Arnold Günther V 158–160
- Otto von Guericke II 162–163
- Fromet Gugenheim (verh. Mendelssohn) I 114–115
- Lazarus Gumpel VI 116
- Wilhelm Gundert VII 119–120
- Louis Gurlitt II 163–164
- Ägidius Gutbier VII 120–122
- Konstanty Gutschow I 115–116
- Karl Gutzkow II 164–166

## H
- Moses Martin Haarbleicher VIII 183–184
- Dolly Haas VII 123–124
- Willy Haas I 117–118
- Hermann Haase IV 125–126
- Hugo Haase VII 124–126
- Martha Hachmann-Zipser III 148
- Fritz von Hacht (1898–1988) III 148–149
- Georg Hacke II 167
- Hermann Hackmack VIII 184–185
- Georg Friedrich Händel IV 126–128
- Fedor Haenisch III 149–150
- Elsa Haensgen-Dingkuhn I 118
- Friedrich Haerlin V 161–162
- Walter Hävernick VII 126–128
- Karl Haff VII 128–130
- Anton Hagedorn IV 128–129
- Christian Ludwig von Hagedorn V 162–163
- Friedrich von Hagedorn I 118–119
- Carl Hagemann III 150–151
- Carl Hagenbeck II 167–169
- Heinrich Hagenbeck II 169–170
- John Hagenbeck II 170
- Lorenz Hagenbeck II 171
- Moses Hagiz V 163–164
- Karl von Hahn III 151–152
- Ludwig Hahn VIII 185–187
- Rudolf Hahn II 171–172
- Shalom HaKohen VI 117–118
- Max Halberstadt III 152–153
- Therese Halle VII 130–131
- Martin Haller VI 118–121
- Eduard Hallier IV 129–130
- Johann Georg Halske II 172–173
- Evelyn Hamann IV 130–131
- Heinrich Hamann V 164–165
- Hilde Hamann IV 131–132
- Johann Hamann V 165–167
- Hans Hamelau I 120
- Friedrich Hammer V 167–169
- Wilhelm Hammond-Norden IV 133
- Katherina Hane II 173
- Konrad Hanf V 169–170
- Carl Friedrich Hansen II 174
- Christian Frederik Hansen II 174–176
- Dora Hansen-Blancke VII 131–132
- Heinrich Hansen VIII 187–188
- Johannes Christian Hansen VIII 189
- Bernhard Hanssen V 170–171
- Eberhard Werner Happel V 171–173
- Ernst Happel IV 133–135
- Mette Harden III 153
- Hans Harder V 173–175
- Tull Harder I 120–121
- Gerdt Hardorff d. Ä. IV 135
- Johann Oswald Harms IV 136
- Hans Harmsen IV 136–138
- Raimund Harmstorf VIII 189–191
- Erich Hartmann III 153–154
- Wilhelm Hartmann III 154–155
- Hartwig I. von Stade I 121–122
- Georg Ernst Harzen III 155–156
- Wilhelm Hasenclever I 122–123
- Johann Adolf Hasse I 123–124
- Erwin Hasselmann VIII 191–193
- Karl Hasselmann VIII 193–195
- Gert Hatz VII 132–134
- Renate Hauschild-Thiessen VIII 195–197
- Wilhelm Hauers III 156–157
- Theodor von Haupt II 176–177
- Ernst Hauswedell I 124
- Max Theodor Hayn III 158
- Friedrich Hebbel II 177–179
- Werner Hebebrand IV 138–140
- Otto Hecht II 179–180
- Otto Heckmann IV 140–141
- Samuel Heckscher VII 134–135
- William Heckscher IV 141–142
- Wilhelm Heering II 180–181
- Heinrich Heffter I 124–125
- Henni Heidtrider VI 121–122
- Iwan Heilbut VII 135–136
- Heilwig von der Lippe V 176
- Eduard Heimann III 158–160
- August Hein VIII 197–198
- Karl Hein III 160–161
- Betty Heine (geb. van Geldern) I 125–126
- Carl Heine I 126–127
- Heinrich Heine I 127–129
- Salomon Heine II 181–183
- Samuel Heinicke I 129–130
- Heinrich, Graf von Hamburg V 176–177
- Heinrich der Löwe II 183–184
- Paridom Gottlob Heinrich VIII 198–200
- Stephan Heinzel V 177–178
- Carl Georg Heise V 178–179
- Georg Arnold Heise I 130–131
- Helmut Heissenbüttel IV 143
- Ludwig Heitmann V 179–181
- Friedrich Heitmüller VII 137–138
- Johann Helbig II 184–185
- Eugen Helimski VII 138–139
- Carl August Hellmann I 131–132
- Arthur Hellmer VI 122–123
- Carl Hellmuth VIII 200–201
- Helmold von Bosau I 132
- August Helms V 181–182
- Cillie Hempels I 132
- Norbert Henke VII 139–140
- Otto Henneberg-Poppenbüttel V 182–184
- Franz Hennecke VII 140–141
- Martin Hennig IV 143–145
- August von Hennings III 161
- Paul Hennings II 185–186
- Paula Henningsen (geb. Kuntzmann) II 186–187
- Wilhelm Hennis VII 141–142
- James Henschel VII 142–144
- Arthur Hense VIII 201–203
- Fanny Hensel (geb. Mendelssohn) IV 145–146
- Sophie Friederike Hensel II 187–188
- Walter Hensen VII 144
- Peter Wilhelm Hensler IV 146–147
- Philipp Gabriel Hensler IV 147–148
- Helmut Hentrich IV 148–149
- Alfred Hentzen II 188–189
- Albert Henze IV 149–150
- Reinhold Henzler VIII 203–204
- Ernst Heppner IV 150–151
- Thomas Herbst IV 151–153
- Bernhard Hermkes III 161–163
- Eduard Hernsheim VIII 204–207
- Volkmar Herntrich IV 153–154
- Alfred Herrmann VI 123–125
- Julie Herrmann (verh. Lutze) II 189
- Peter Herrmann VII 145–146
- Adolph Jacob Hertz VIII 207–210
- Hans W. Hertz VI 125–127
- Carl Herz VI 127–128
- Max Herz V 184–186
- Franz Heske II 190–191
- Alex Heskel V 186–187
- Jonas Ludwig von Heß I 132–134
- Ludwig von Hess IV 154–155
- Hartwig Hesse III 163–164
- Peter Hessel I 134–135
- Wilhelm Heuer II 191–192
- Wilhelm Heyden III 164
- Ludwig Heinrich Heydenreich III 164–166
- Richard Heydorn V 187–188
- Wilhelm Heydorn I 135–136
- Lida Gustava Heymann V 188–190
- Kurt Heymann VIII 210–211
- Theodor Heynemann III 166
- Wolfgang Hildesheimer VIII 211–213
- Kurt Hiller VI 128–131
- Heinrich Himmelheber III 166–167
- Friedrich Himpel IV 156–157
- Abraham Hinckelmann VII 147–148
- Siegmund Hinrichsen I 136–137
- Walther Hinsch VIII 213–215
- Hans Hinselmann III 167–168
- Georg Hinz II 192–193
- Marie Hirsch II 193–194
- Benno Hirschfeld VII 148–149
- Martin Hoberg VIII 215–216
- Werner Hochbaum II 194
- Wilhelm Hocker I 137–138
- Rudolf Höckner III 168–169
- Fritz Höger III 169–171
- Hermann Höger II 195–196
- Alfred Höhlein VIII 216–218
- August Hörig II 196
- Else Hoffa IV 157–158
- Benjamin Gottlob Hoffmann II 196–197
- Johann Adolf Hoffmann I 138–139
- Paul Hoffmann IV 158–159
- Paul Theodor Hoffmann VIII 218–220
- Hermann Hofmann V 190–192
- Theodor Hofmeister III 171–173
- Walter Holdt IV 159–161
- Wilhelm Holert V 192–193
- Walther von Hollander VII 149–151
- Amalia Holst I 139–140
- Johannes Holst VIII 220–222
- Lukas Holste IV 161–162
- Hans Simon Holtzbecker I 140
- Ernst Homann-Wedeking VII 151–152
- Eduard Hopf V 193–194
- Bernhard Hopp I 140–141
- Magda Hoppstock-Huth II 197–198
- Wilhelm Horborch I 141–142
- Carl Gottlob Horn IV 162–163
- Karl Horn V 194–195
- Johann Kaspar Horner II 198–199
- Karen Horney (geb. Danielsen) III 173–174
- Mirjam Horwitz I 142–144
- Gerhard von Hosstrup VIII 222–224
- Albert Hoyer III 174
- Hein Hoyer III 174–175
- Elisabeth Hudtwalcker II 199–200
- Martin Hieronymus Hudtwalcker V 195–197
- Wolfgang Hübener VII 152–153
- Annemarie Hübner IV 163–165
- Herbert Hübner V 197–198
- Johann Hübner I 144–145
- Georg Hulbe VI 131–132
- Alexander von Humboldt I 145–146
- Christian Friedrich Hunold V 198–199
- August Wilhelm Hunzinger IV 165–166
- Claus-Hunno Hunzinger VIII 224–225
- Walther Hunzinger III 176
- Johann Huswedel VI 132–134

## I
- Arthur Illies VI 135–137
- Kurt Illies VIII 226–227
- Siegmund Imanuel I 147
- Hans Peter Ipsen VII 154–155
- Emma Isler V 200
- Meyer Isler IV 167
- Arthur Israel VII 155–157
- Rolf Italiaander VII 157–159
- Bruno Italiener VII 160

## J
- Felix Jackson VII 161–162
- Erwin Jacobi II 201
- Walter Jacobsen VII 162–164
- Erwin Jacobsthal VI 138–139
- Norbert Jacques VIII 228–230
- Adolf Jäger I 148
- Heino Jaeger IV 168–169
- Rudolf Jäger VII 164–165
- Erich Jänisch IV 169–170
- Hans Henny Jahnn IV 170–173
- John Jahr senior IV 173–175
- Karl Jahr VIII 230–232
- Alfons Jakob III 177–178
- Werner Jakstein IV 175–176
- Horst Janssen III 178–180
- Victor Emil Janssen VIII 232–233
- Cord Jastram I 148–149
- Adolph Jencquel I 149–150
- Emilie Jenisch II 201–202
- Martin Johann Jenisch der Ältere V 201–202
- Walter Jens VII 166–168
- Adolf Jensen VII 168–169
- Willibald Jentschke VII 169–171
- Matthias Jessen (1641–1712) III 180–181
- Matthias Jessen (1677–1736) IV 176–177
- Otto Jessen V 202–204
- Leopold Jessner VI 139–140
- Isaac Jessurun III 181
- Hermann Joachim VI 141–142
- Albrecht Jobst III 181–182
- Hermann Jochade IV 177–178
- Werner Jochmann I 150–151
- Fritz Jöde III 182–183
- Johannes von dem Berge I 151–152
- Paul Johansen VI 142–145
- Wilhelm Jollasse VI 145–146
- Alberto Jonas I 152–153
- Jordan von Boizenburg I 153–154
- Arthur Jores III 183–184
- Max Josephsohn I 154
- Felix Jud III 185–186
- Friedrich Jürgens II 202–203
- Rudolph Jürgens II 203
- Ernst Juhl III 186–188
- Juliane Louise von Ostfriesland II 204
- Nicolaus Heinrich Julius II 204
- Hermann Junge II 205–206
- Friedrich Jungheinrich V 204–205
- Kurt Juster V 205–207

## K
- Heidi Kabel VI 147–150
- Bert Kaempfert VI 150–151
- Helmut W. Kahn IV 179
- Wilhelm Kaisen III 189–190
- Emmi Kalbitzer (geb. Volkmann) V 208
- Hellmut Kalbitzer IV 180–181
- Leopold von Kalckreuth III 190–191
- Georg Kallmorgen V 208–210
- Werner Kallmorgen IV 181–183
- Annie Kalmar VIII 234–235
- Sabine Kalter VI 151–152
- Johann Kamps IV 183–184
- Fritz Kanngießer VIII 235–236
- Alfred Kantorowicz III 191–193
- Ernst Kapp VII 172–174
- Bruno Karberg II 207
- Karl der Große V 210–211
- Karl IV. II 208
- Bernhard Karlsberg I 155–156
- Berend Jacobsen Karpfanger VII 174–175
- Paula Karpinski IV 184–186
- Erich Kastan III 193
- Jehezkel Katzenellenbogen VI 152–153
- Dietrich Katzenstein VII 175–176
- Hermann Kauffmann III 193–195
- Gerhard Kaufmann VI 153–154
- Heinrich Kaufmann VIII 237–238
- Karl Kaufmann III 195–197
- Margaretha Kayser (geb. Vogel) II 209
- Paul Kayser III 197–198
- Eduard Keeser VII 176–177
- Irma Keilhack IV 186–187
- Reinhard Keiser III 198–200
- Georg Kellermann IV 188–189
- Heinrich Kellinghusen II 209–210
- Edmund Kelter V 211–212
- Fritz Kempe II 210–212
- Stephan Kempe III 200–201
- Günther Kempf VII 177–179
- Gerhard Kerff IV 189–190
- Helmuth Kern VIII 238–241
- Johann Georg Kerner I 156–157
- Alfred Kerr VI 155–157
- Paul Kersten VIII 241–242
- Harry Graf Kessler I 157–158
- Otto Kestner IV 190–192
- Max Detlev Ketels III 201–202
- Friedrich Keutgen VI 157–158
- Bertha Keyser I 158–159
- Annie Kienast II 212–213
- John Kienow IV 192–193
- Emilie Kiep-Altenloh V 212–214
- Dietrich Georg von Kieser III 202–203
- Wilhelm Kiesselbach VII 179–181
- Paul Kimmelstiel VI 159
- Johann Wilhelm Kinau (= Gorch Fock) IV 101–103
- Alexander Kipnis VI 160–161
- Rudolf Kipp VI 161–162
- Hans Kippenberger VII 181–182
- Friedrich Wilhelm Kipping I 159
- Gustav Heinrich Kirchenpauer II 213–215
- Barbara Kisseler VII 182–185
- Helmuth Kittel V 214–215
- Clara Klabunde (geb. Genter) II 215–216
- Erich Klabunde II 216–217
- Karl Klasen VI 162–164
- Gottlieb Ernst Klausen IV 193
- Alfred Kleeberg II 217–218
- Johann Klefeker (1698–1775) V 215–217
- César Klein II 218–219
- Hans Kleinschmidt III 203–204
- Heinrich Klemme III 204–205
- Eduard Kley I 159–160
- August Klingenheben VII 185–186
- Friedrich Klingner VII 186–187
- David Klöcker von Ehrenstrahl VII 187–188
- Friedrich Wilhelm Klöpper VIII 242–243
- Heinrich Adolph Klöpper VIII 243–244
- Cheskel Zwi Kloetzel VII 188–190
- Rudolf Klophaus VI 164–166
- Friedrich Gottlieb Klopstock I 160–162
- Meta Klopstock I 162–163
- Hugo Klugt VIII 244–245
- Karl Kluth II 219–220
- Andreas Knack II 220–222
- Heinrich Knaust V 217–218
- Claus Kniphoff III 205
- Ulrich Knoche VII 190–192
- Theodor Knolle IV 194
- Eberhard Knopf IV 195
- Gustav Knuth II 222–223
- Friedrich Knutzen VI 166–167
- Dodo zu Innhausen und Knyphausen I 163–164
- Julius Kobler VII 192–193
- Christian Koch II 223–224
- Klaus Koch VIII 245–246
- Robert Koch III 205–207
- Franz Köhler IV 195–196
- Emil Koehn VI 167–169
- Fritz Köhne IV 196–198
- Ditmar Koel II 224–225
- Hein Köllisch IV 198
- Hermann Koenig III 207
- Paul König VIII 246–248
- Aurora von Königsmarck I 164–165
- Kurt A. Körber I 165–166
- Theodor Körner II 225–226
- Johann Rathje Köser VII 193–194
- Albert Köster VI 169–171
- Rafael ben Jekutiel Süsskind Kohen (od. Cohen) III 208
- Johann Peter Kohl VI 171
- Joseph Berkowitz Kohn I 166–167
- Oskar Kokoschka III 208–210
- Carl Koldewey IV 199
- Robert Koldewey VI 171–172
- Johannes Kopp II 226
- Walter Koppel II 227–228
- Karl Koppmann II 228–229
- Siegfried Korach V 218–219
- Egbert Kossak VII 194–195
- Curt Kosswig VII 196–197
- Georg Krage V 219–220
- Charlotte Kramm III 210
- Albert Krantz I 167–168
- Hans-Joachim Kraus II 229–230
- Emil Krause III 210–212
- Erika Krauß VIII 248–250
- Georg Kretschmar VI 172–174
- Peter Kreuder IV 199–200
- Gerhard Kreyenberg IV 200–201
- Matthias Kroeger VIII 250–251
- Carl Vincent Krogmann VII 197–199
- Richard Carl Krogmann I 168–169
- Willy Krogmann II 230
- Brigitte Kronauer VIII 251–253
- Carsten Adolf Krüger V 220–221
- Hugo Krüss IV 202–203
- Christian Krumbholtz VIII 253–256
- Peter Krusche II 230–231
- Christel Kuball VIII 256–258
- Heinrich Kühl V 221–222
- Joseph-Hans Kühn VII 199–200
- Hermann Kümmell III 213
- Gerhard Küntscher III 213–214
- Johannes Nicolaus Kuhn I 169–170
- Walter Kuhn VI 174–176
- Felicitas Kukuck IV 203–205
- Sophie Kunert (verh. Benfey-Kunert) I 170–171
- Ludwig Kunstmann III 214–215
- Walter Kunze VIII 258–260
- Richard Kuöhl II 232
- Johann Sigismund Kusser II 232–233

## L
- Fritz Laband V 223–224
- Fritz Lachmund III 216
- Friedrich Lademann VIII 261–262
- Carl Laeisz VI 177
- Carl Ferdinand Laeisz VI 177–178
- Ferdinand Laeisz VI 178–179
- Otto Lagerfeld II 234
- Alma de l’Aigle I 172–173
- Walther Lambach III 216–217
- Heino Lambeck IV 206
- Peter Lambeck IV 206–208
- Friedo Lampe II 234–236
- Peter Martin Lampel VI 179–181
- Walther Lamp’l II 236–237
- Wilhelm Lamszus VII 201–203
- Heinrich Landahl V 224–226
- Siegfried Landshut I 173–174
- Elke Lang I 175–176
- Julius Langbehn III 217–218
- Carl Albert Lange IV 208–209
- Helene Lange V 226–227
- Hermann Langenbeck I 176–178
- Johann Paul Langermann VII 203–204
- Magda Langhans I 178
- Gerhard Langmaack II 237–238
- Johann Martin Lappenberg II 238–239
- Agathe Lasch I 179–180
- Gerhard Lassar VI 181–183
- August Lattmann VII 204–205
- Hermann Lau VII 205–206
- Gabriel Laub IV 210–211
- Hans Peter Laubscher VII 206–207
- Hans Laucht VII 207–208
- Dietrich Lauenstein VII 208
- Heinrich Laufenberg II 239–240
- Otto Lauffer III 219–220
- Rudolf Laun V 227–230
- Johann Christian Mauritz Laurent VI 183–184
- Friedrich August von Lawrence III 220–221
- Hugo Lederer I 180–181
- Thomas Lediard II 240–241
- Heinrich Maria Ledig-Rowohlt III 221–222
- Kurt Leese III 222–223
- Erich von Lehe IV 21–213
- Johann Georg Christian Lehmann I 181–182
- Otto Lehmann II 241–243
- Carl Friedrich Lehmann-Haupt VIII 262–263
- David Leimdörfer VIII 263–265
- Hans Leip II 244–245
- Hans Leipelt VI 184–186
- Friederike Leisching II 246–247
- Peter von Lengerke V 230–231
- Hermann Lenhartz III 223–224
- Friedrich Lensch III 225–226
- Elise Lensing II 247–248
- Hugo Lentz VIII 265–266
- Siegfried Lenz VII 209–211
- Hermann Lerbs III 226–227
- Meir Lerner VIII 266–267
- Friedrich Lesche VIII 267–269
- Eva Lessing (geb. Hahn, verw. König) I 182–183
- Gotthold Ephraim Lessing I 183–184
- Herbert Lestiboudois II 248–249
- Paul von Lettow-Vorbeck II 249–250
- Nathan Peter Levinson VII 211–212
- Heymann Baruch Levy VII 212–213
- Samuel Lewisohn IV 213–214
- Charles Lichtenthaeler III 227–228
- Alfred Lichtwark II 250–252
- Rolf Liebermann IV 214–216
- Hans Liebeschütz I 184–185
- Rahel Liebeschütz-Plaut I 185–186
- Liemar II 252
- Ruth Liepman (geb. Lilienstein) II 253–254
- Heinz Liepman II 254–255
- Moritz Liepmann VI 186–188
- Hans Liermann VIII 269–270
- Elisabeth von der Lieth IV 216–217
- György Ligeti V 231–233
- Rudolf Lilie VI 189–190
- Detlev von Liliencron I 186–188
- Richard Linde II 255–256
- Friedrich Lindenbruch V 233–234
- Albert Lindhorst VI 190–191
- William Lindley VI 191–192
- Carl Linga III 228–229
- Georg Lingenbrink III 229–230
- Otto Linne II 256–257
- Eduard Lippert V 234–236
- Leo Lippmann I 188–189
- Herbert List II 257–259
- Juan Llossas I 189–190
- Gertrud Lockmann II 259–260
- Rudolf Lodders II 260–261
- Ludwig Loeffler III 230–232
- Ortwin Löwa VIII 270–272
- Johann Friedrich Löwen IV 217–218
- Jakob Loewenberg I 190–191
- Alfred Löwengard VII 213–214
- Joachim von Lohe II 261–262
- Hans Lohmann III 232–233
- Bernhard Lohse VII 214–215
- Eduard Lohse VII 215–218
- Elfriede Lohse-Wächtler V 236–238
- Kurt Londenberg II 262
- Karl Lorenz III 233–234
- Eduard Lorenz-Meyer IV 218–220
- Fernando Lorenzen V 238–239
- Klaus-Joachim Lorenzen-Schmidt VII 218–219
- Melchior Lorichs IV 220–221
- Lothar von Supplinburg I 191–192
- Hanns Lothar VI 192–194
- William Lottig II 263–264
- Ludwig der Fromme II 264–265
- Ludwig der Deutsche II 265
- Hans Lübbert VI 194–197
- Vincent Lübeck V 239–240
- Johann Lüchtemaker VI 197–198
- Walther Lüders III 234–235
- Albin Lüdke VI 198–199
- Anna Lühring III 236–237
- August Lütgens V 240–242
- Erich Lüth VI 199–201
- Doris Lütkens II 265–266
- Gustav Lüttge I 192–193
- Joachim Luhn VI 202
- Elena Luksch-Makowsky III 237–238
- Werner Lundt V 242–243
- Ascan Lutteroth I 193–194
- Ascan Wilhelm Lutteroth I 194
- Rosa Luxemburg V 243–244
- Johann Peter Lyser III 238–239

## M
- Johann Hermann Maack III 240
- Alexander Maaß VII 220–221
- Joachim Maass III 241
- Willy Maertens IV 222–223
- Emil Maetzel III 242–243
- Monika Maetzel VI 203–204
- Dorothea Maetzel-Johannsen I 195–196
- Sophie Magnus (geb. Isler) V 245
- Alfred Mahlau I 196
- Gustav Mahler II 267–268
- Ilse Mahler-Helbing VII 221–222
- Salomon Maimon V 246–247
- Carl Malsch VII 222–223
- Käthe Manasse VI 204
- Karl Robert Mandelkow V 247–249
- Klaus Mann II 269–270
- Albert Mansfeld IV 223–224
- Wilhelm Mantels II 270–271
- Ernst Mantius II 271–272
- Hildegard von Marchtaler (geb. Seelig) I 197
- Hilde Marchwitza (geb. Stern, gesch. Schottländer) II 272
- Erich Marcks II 273
- Mary Marcus I 197–198
- Kurt Wilhelm Marek II 273–274
- Hans-Joachim Margull VI 204–206
- Isaak Dov Ber Markon VI 206–208
- Peter Marquard I 198–199
- Heinrich Marr III 243–245
- Wilhelm Marr IV 224–226
- Andreas Ehrenfried Martens VIII 273–275
- Bella Martens IV 226–227
- Georg Friedrich von Martens IV 227–228
- Joachim Friedrich Martens II 274–275
- Erich Martini II 275–276
- Fritz Martini III 245–246
- Oskar Martini IV 228–230
- Joachim Matthaei V 249–250
- Walter Matthes VII 223–224
- Johann Mattheson VI 208–209
- Wilhelm Mauke I 199
- Chéri Maurice VI 209–211
- Ernst May II 276–277
- Raphael Ernst May IV 230–231
- Martin Mayer III 246–247
- Emil Meerwein V 250–252
- Harri Meier VIII 275–277
- Heinrich Christian Meier VI 211–212
- Carl Meinhof III 247–248
- Ulrike Meinhof IV 232–234
- Carl Melchior II 277–279
- Lauritz Melchior VI 213–215
- Abraham Meldola II 279–280
- David Meldola VI 215–216
- Wilhelm Melhop I 200
- Wilhelm Peter Melhop II 280
- Werner von Melle VII 224–226
- Lotte Mende II 280–281
- Max Mendel I 201–202
- Joseph Mendelssohn II 281–282
- Albrecht Mendelssohn Bartholdy V 252–254
- Felix Mendelssohn Bartholdy IV 234–235
- Carl Hermann Merck VIII 277–279
- Ernst Merck I 202–203
- Heinrich Johann Merck V 254–256
- Curt Merckel III 249–250
- Hanne Mertens III 250–251
- Gerhard Merzyn II 282–283
- Johanna Mestorf VII 226–228
- Albert Methfessel VIII 280–281
- Hans Joachim Mette VII 228–229
- David Christopher Mettlerkamp I 203
- Ottilie Metzger-Lattermann VII 229–230
- Ernst Meumann II 283–284
- Heinrich Meurer I 204–205
- Auguste de Meuron II 285
- Yvonne Mewes II 285–286
- Arnold Otto Meyer IV 235–238
- Eduard Meyer VIII 281–282
- Franz Andreas Meyer V 258–260
- Gertrud Meyer III 251–253
- Heinrich Adolph Meyer V 256–257
- Heinrich Christian Meyer IV 238–240
- Ludwig Meyer III 253–254
- Peter Meyer IV 240–241
- Reinhold Meyer VI 216–217
- Valentin Lorenz Meyer II 286–287
- Adolf Meyer-Abich III 254–255
- Heinrich Meyer-Benfey V 260–261
- Hugo Meyer-Delius III 255–256
- Bernhard Meyer-Marwitz V 261–262
- Margaretha Meyer-Schurz III 256–257
- Lemke Meyers II 288
- Inge Meysel IV 241–243
- Herbert Michaelis I 205–206
- Rolf Michaelis VII 230–232
- Gödeke Michels I 206
- Friedrich Wilhelm Michelsen VII 232–234
- Leberecht Migge I 206–207
- Antonie Milberg II 288
- Carl Julius Milde II 288–289
- Erika Milee (Michelson) II 289–290
- Kersten Miles III 257–258
- Margarethe Elisabeth Milow (geb. Hudtwalcker) V 263
- Gerhard Mingram V 263–264
- Margarethe Mittell V 264–266
- Max Mittelstein VII 234–236
- Antonie Möbis (geb. Schmidt) VI 217–218
- Hans Möller II 290–291
- Kurt Detlev Möller II 291–292
- Lise Lotte Möller VI 218–219
- Walter Möller V 266–267
- Johann Georg Mönckeberg I 208–209
- Vilma Mönckeberg-Kollmar IV 243–244
- Richard Moering VI 219–220
- Erna Mohr I 209–210
- Hermann Molkenbuhr IV 244–246
- Egon Monk VII 236–237
- Andreas David Mordtmann V 267–268
- Christian Morgenstern III 258–259
- Jacqueline Morgenstern VI 220–221
- Joachim Morsius III 259
- Jean-Laurent Mosnier II 292–293
- Erna Mros VIII 282–284
- Martha Muchow VI 221–222
- Carl Muck II 293–294
- Peter Mühlens V 268–270
- Friedrich Mühlradt VII 237–238
- Emil Müller III 260–262
- Heinrich Wilhelm Müller III 262
- Johann Gottwerth Müller I 210–211
- Johannes Müller II 294–296
- Paul Müller IV 246–247
- Hans-Rudolf Müller-Schwefe V 270–271
- Ludwig Münstermann I 211–212
- Robert Münzel I 212–213
- Robert Mulka III 259–260
- Robert Muller I 213–214
- Jacob Mumssen IV 247–248
- Hinrich Murmester I 214–215
- Binjamin Mussaphia I 215–216
- Benjamin Mussaphia Fidalgo VII 239–240
- Hermann Mutz III 262–263
- Richard Mutz III 263–264
- Hermann Mutzenbecher VII 240–242
- Ludwig Samuel Dietrich Mutzenbecher III 264–265
- Wilhelmine Mutzenbecher (geb. Hübbe) II 296–297

## N
- Ulrich Nabel VII 243–244
- Henri Nannen VI 223
- Willi Nass III 266
- Nathan M. Nathan VIII 285–286
- Ernst Georg Nauck V 272–273
- Emil Naucke III 266–267
- Karl-Eduard Naumann VII 245–246
- August Neander III 267–269
- Werner Neben VIII 286–287
- Christian Nehls III 269–270
- Rolf Nesch VI 223–225
- Friederike Caroline Neuber IV 249–250
- Theodor Neuberger III 270–271
- Emil Neubert III 271–272
- Woldemar Neubert III 272–273
- Paul Neumann III 273–274
- Rudolf Neumann II 298
- Rudolf Otto Neumann I 217–218
- Georg von Neumayer IV 250–252
- Peter Neve V 273–274
- Paul Nevermann I 218–219
- Robert Nhil III 274–275
- Carsten Nicolaisen VII 246–247
- Gert Nicolaysen VIII 287–289
- Lisa Niebank V 274–276
- Domenica Niehoff VIII 289–292
- Walther Niekerken I 219–220
- Friedrich Nieland VII 247–248
- Hans Nieland VI 225–227
- Hans Georg Niemeyer VII 248–249
- Carl Ninck II 298–300
- Eduard Niese IV 252
- Nikolaus I. I 220
- Hans Nirrnheim IV 252–254
- Godber Nissen IV 254–255
- Rudi Noak III 275–276
- Alfred Nobel III 277–278
- Bernhard Nocht V 276–278
- Theodor Nöldeke VI 228
- Franz Nölken VI 228–230
- Emile Nölting IV 255–257
- Max Nonne III 278–280
- Joseph Norden VII 249–250
- Friedrich Nordhausen VIII 292–293
- Marcus Nordheim I 221
- Hans Erich Nossack II 300–301

## O
- Wilhelm Oberdörffer II 302
- Georg Ludwig von Oberg VIII 294–295
- Jacob Ochs I 222
- Franz Oehlecker IV 258–259
- Klaus Oehler VIII 295–297
- Johann Oelkers VI 231
- Gustav Oelsner VI 231–233
- Max Oertz VI 233–234
- Karl Oesterle IV 259–261
- Gerhard Oestreich V 279–280
- Heidi Oetinger VI 234–236
- Friedrich Ofterdinger III 281–282
- Albertus Ohlendorff II 302–304
- Elisabeth Ohlendorff II 304–305
- Heinrich Ohlendorff II 305–307
- Johann Heinrich Ohlendorff V 280–282
- Richard Ohnsorg II 307
- Karl August Ohrt I 223
- Els Oksaar VIII 297–298
- John Olden VII 251–252
- Heinrich Oldenburg II 308
- Johann Oldendorp III 282–283
- Caecilia von Oldessem II 308–310
- Hilde Ollenhauer V 282–284
- Baruch Zwi Ophir VIII 298–299
- Friedrich Wilhelm Oppenheim VI 236–238
- Hirsch Oppenheimer IV 261–262
- Anna Oppermann (geb. Regina Heine) III 284–285
- Ernst Oppert III 285
- Gustav Oppert III 285–286
- Julius Oppert III 286
- Ordulf von Sachsen I 223–224
- Gerhard Orgaß VII 252–253
- Oskar vom Pferdemarkt III 286–287
- Carl von Ossietzky I 224–225
- Elisabeth Ostermeier III 287–289
- Friedrich Ostermeyer VI 238–240
- William O’Swald II 310–311
- Otto I. zu Braunschweig-Lüneburg-Harburg II 311–312
- Otto II. zu Braunschweig-Lüneburg-Harburg II 312–313
- Werner Otto VII 254–255
- Johannes Otzen II 313–314

## P
- Reinhold Pabel V 285–286
- Friedrich Pacius I 226
- Hermann Paech VI 241
- Alfons Pannek III 290–291
- Erwin Panofsky I 226–228
- Elisabeth Pape VI 241–242
- Eugen Papst VI 242–244
- Herbert Pardo II 315
- John Parish IV 263–264
- Enrique Paschen II 316
- Gustav Pauli II 316–317
- Johann Ulrich Pauli VII 256–257
- Magda Pauli (geb. Melchers) II 317–318
- Magdalena Pauli (geb. Poel) I 228–229
- Oswald Paulig VIII 300–301
- Charlotte Paulsen I 229–231
- Theodor Paulsen III 291–292
- Wilhelm Paulsen I 231–232
- Dirks Paulun I 232–233
- Max Pauly VI 244–245
- Bernhard Pein VI 245–246
- Kurt Perels VIII 301–302
- August Perl VIII 303–304
- Caroline Perthes (geb. Claudius) I 233–234
- Friedrich Perthes I 234–235
- Otto Hermann Pesch VII 257–258
- Anneke Petersen II 319
- Carl Friedrich Petersen I 235–238
- Carl Wilhelm Petersen VI 246–248
- Christian Petersen II 319
- Julius Adolf Petersen II 319–320
- Peter Hansen Petersen VII 258–259
- Peter Petersen II 320–322
- Rudolf Petersen II 322–323
- Antonie Petersen II 323–324
- Wolfgang Petersen VIII 304–306
- Laurentius Petri VII 259–261
- Robert Petsch III 292–294
- Detlev Peukert II 324–325
- Jörn Pfab III 294–295
- Rudolf Pfeiffer VII 261–262
- Arnoldus Pietersen VII 262–264
- Eduard Pietzcker VII 264–265
- Ludovicus Piglhein III 295–297
- Caesar Pinnau II 325–327
- Carl Anton Piper VI 248–250
- Joseph de Mose Piza V 286–287
- Vincent Placcius (Plakke) VI 250–251
- Otto Plasberg VII 265–266
- Ernst Plate V 287–288
- Hugo Plaut III 297
- Max Plaut I 238–239
- Theodor Plaut VIII 306–307
- Karl Plomin I 239–241
- Emma Poel III 298–299
- Piter Poel III 299–300
- Metke Poleuer I 241
- Heinrich Poll VI 251–252
- Bernhard Pollini IV 264–266
- Alice Pollitz II 327
- Hermann Popert V 288–289
- Conrad Poppenhusen VI 252–254
- Jupp Posipal V 289–291
- Christian Heinrich Postel I 241–242
- Alexandra Povòrina II 327–329
- Hieronymus Praetorius V 291
- Johannes Prassek III 300–301
- Christian Precht I 242–243
- Andreas Predöhl V 291–293
- Ulrich Pretzel II 329–330
- Johann Leonhard Prey I 243
- August Prinz VII 266–267
- Stanislaus von Prowazek (Provázek) IV 266–267
- Hans-Adolf Prützmann II 330–331
- Erich zu Putlitz V 293–294
- Gretken Puttfarken III 301–302
- Werner Puttfarken III 302–303
- Hans Pyritz IV 267–268

## Q
- Martin Ferdinand Quadal II 332
- Will Quadflieg III 304
- Rudolf Querner II 332
- Ursula Querner V 295–296

## R
- Friedrich Raab IV 269–270
- Ludwig Raabe VII 268–269
- Leo Raape VII 269–270
- Fritz J. Raddatz VII 270–272
- Frieda Radel V 297–298
- George Radel VI 255–256
- Willy Max Rademacher II 333
- Christian Radenhausen VIII 308–309
- Franz Radziwill I 244–245
- César Rainville II 333–334
- August Jakob Rambach VIII 309–311
- Johann Jakob Rambach (Theologe) VIII 311–313
- Johann Jakob Rambach (Arzt) VIII 313–315
- Gottlieb Rambatz VI 256–257
- Joseph Ramée III 305–306
- Bill Ramsey VIII 315–316
- Ursula Randt (geb. Klebe) IV 270–271
- Manfred Ranke VIII 316–317
- Hans zu Rantzau III 306–307
- Heinrich Rantzau IV 271–273
- Franz Rappolt V 298–299
- Karl Raue II 335–336
- Bernhard Raupach I 245–246
- Georg Friedrich Rebmann II 336
- Anita Rée III 307–309
- Anton Rée II 336–337
- Hermann Fürchtegott Reemtsma IV 273–274
- Philipp Fürchtegott Reemtsma IV 274–276
- Arthur Rehberg VIII 317–320
- Carl Friedrich Reichardt III 309–311
- Louise Reichardt I 246
- Adele Reiche VIII 320–321
- Hans Bernhard Reichow IV 276–277
- Elise Reimarus V 299–300
- Hermann Samuel Reimarus IV 278–280
- Johann Albert Heinrich Reimarus V 300–303
- Sophie Reimarus (geb. Hennings) I 246–247
- Edward Reimer VII 273–274
- Otto Reimer II 337–338
- Engel Reimers II 338
- Gustav Adolf Rein I 247–248
- Heinrich Reincke I 248–249
- Johann Adam Reincken VIII 321–324
- Christina Reinhard (geb. Reimarus) VI 257–259
- Johannes Reinhard II 338–339
- Karl Friedrich Reinhard VII 274–276
- Karl Reinhardt VII 276–278
- Johanna Reitze (geb. Leopolt) IV 280
- Richard Remé IV 280–281
- Adam Remmele VI 259–261
- Günther Rennert IV 281–283
- Adolf Repsold II 339–340
- Johann Adolf Repsold II 340–341
- Johann Georg Repsold VI 261–262
- Heinrich Rerup VIII 324–325
- Harry Reuss-Löwenstein VI 262–264
- Christian Detlev Graf von Reventlow VII 278–280
- Felix Rexhausen VIII 325–327
- H. A. Rey (= Hans August Reyersbach) VI 264–265
- Wilhelm Reye III 311–312
- Clara Reyersbach IV 283–284
- Gregor von Rezzori I 250
- Celly de Rheidt VIII 327–328
- Eduard Rhein II 341–342
- Theodor Rhiem II 342–343
- Walter E. Richartz IV 284–285
- Michael Richey I 250–252
- Alfred Richter VI 265–267
- Carl Richter VI 267–268
- Emil Richter IV 285–286
- Julius Richter IV 286–288
- Paul Rickmers VI 269
- Paul Riebesell I 252–254
- Hans Riedel VIII 328–331
- Wilhelm Anton von Riedemann II 343–345
- Theobald Riefesell I 254
- Gabriel Riesser III 312–314
- Lazarus Jacob Riesser VII 280–281
- Rimbert (Erzbischof) I 255
- Joachim Ringelnatz IV 288–289
- Charlie Rinn-Roock VIII 331–332
- Johann Rist I 256–257
- Johann Georg Rist V 303–304
- Hellmut Ritter VIII 332–336
- John Rittmeister III 314–315
- Hermann Robinow VII 281–283
- Marcus Robinow VII 283–284
- Richard Robinow III 315–316
- Siegmund Robinow VII 284–286
- Hans Robinsohn V 304–305
- Henrique da Rocha Lima IV 289–291
- Friedrich Rode III 316–317
- Erich Wasa Rodig I 257
- Johannes Heinrich Röhrig VIII 336–337
- Hugo Roeloffs III 317–318
- Wilhelm Röttiger VI 269–270
- Meta Rötting I 258
- Hermann Röver III 318–319
- Lola Rogge II 345–346
- Hans Rohde II 346–347
- Jürgen Roland IV 291–292
- Berend Roosen VI 270–271
- Jacob Rosales II 347–348
- Gustav Roscher V 306–307
- Heinrich Roscher V 307–309
- Eduard Rosenbaum III 319–320
- Harry Rosenberg IV 292–293
- Heinz Rosenberg V 309–310
- Helmut Rosenberg V 310–311
- Gustav Rosenhagen II 348–349
- Bernhard Rosenkranz VI 271–273
- Edgar Daniel Roß IV 293–294
- Erwin Ross VII 286–287
- Frieda Roß (Ross) II 349
- Marlis Roß VIII 337–339
- Rudolf Roß (Ross) II 349–351
- Alfred Roth II 351–352
- Margaretha Rothe IV 294–295
- Curt Rothenberger V 312–313
- Bernhard Rothfos IV 295–297
- Charlotte Rougemont I 258–259
- Ernst Rowohlt I 259–260
- Harry Rowohlt VII 287–298
- Emmi Ruben III 320–321
- Paul Ruben II 352–353
- Sylvin Rubinstein VIII 339–340
- Hans Rudolph VII 289–290
- Caroline Rudolphi I 260–261
- Friedrich August Rüder VI 273–275
- Eva Rühmkorf VII 290–292
- Peter Rühmkorf V 313–316
- Charles Rümker VI 275–277
- George Rümker VI 277
- Sig Ruman VIII 340–342
- Theodor Rumpel II 353–354
- Theodor Rumpf III 321–322
- Daniel Runge IV 297–298
- Friedlieb Runge VIII 342–343
- Philipp Otto Runge II 355–357
- Justus Carl Wilhelm Ruperti VI 277–280
- Herbert Ruscheweyh III 322–324
- Alfred Rust II 357

## S
- Gotthard Sachsenberg VI 281–282
- Heinrich Sahrhage I 262
- Arthur Sakheim III 325
- Gotthold Salomon I 262–263
- Paul Salomon VII 293–294
- Richard Salomon II 358–359
- Max Salzberg III 326–327
- Frida Salzberg-Heins III 327
- Louis Sanne V 317–319
- Erasmus Sartorius VI 282
- Jacob Sasportas III 328
- Louis Satow VI 283–284
- Hanns Walther Sattler V 319–320
- Kurt Saucke I 263–265
- Emil von Sauer V 320–322
- Max Sauerlandt II 359–361
- Fritz Saxl I 265–267
- Hjalmar Schacht II 361–362
- Herwarth von Schade VI 284–285
- Bernhard Schädel VIII 344–345
- Albert Schäfer III 328–330
- Bruno Louis Schaefer VIII 345–346
- Hermann Schäfer I 267
- Theodor Schäfer II 362–363
- Alfred Schär II 363–365
- Kurt Schallenberg III 330
- Willibald Schallert I 267–268
- Friedrich Schaper V 322–323
- Rosa Schapire II 365–366
- Hugo Scharnberg I 268–269
- Emil Schaudt I 269–270
- Theodor Schecker VII 294–295
- Max Schede III 330–331
- Ernst Scheel V 323–324
- Käthe Scheel II 366
- Karl Scheffler I 270–271
- Heinrich Scheidemann IV 299
- Matthias Scheits (Scheitz, Scheutz) IV 299–300
- Johann Schellhammer II 367–368
- Carl Schellenberg VI 285–286
- David Schellhammer VI 286–287
- Helmut Schelsky II 368–370
- Herbert Schemmel VI 287–288
- Luise Schenck IV 300–301
- Hans Scherer der Ältere II 370
- Gustav Schiefler I 271–273
- Carl Schietzel III 331–332
- Axel Schildt VIII 346–348
- Karl Schiller III 333–334
- Johannes Schilling III 335
- Hans Schimank VI 288–290
- Heinrich Carl von Schimmelmann II 370–372
- Max von Schinckel III 336–338
- Emma Schindler VII 295–296
- Johanna Maria Caroline Schindler (geb. Ruaux) III 338
- Reinhard Schindler VI 290–291
- Gottlieb Benedict von Schirach III 339
- Georg Schirges VI 291–293
- Paul Marquard Schlegel III 339–340
- Matthias Jacob Schleiden V 324–325
- Hedwig von Schlichting I 273–274
- Ernst Otto Schlick VII 296–298
- Willy H. Schlieker IV 301–303
- Ernst Heinrich Alfred Schlitte IV 303–304
- Gustav Schlotterer VII 298–299
- Heinrich August Schlubach IV 304–306
- Johann Dietrich Schlüter III 340–341
- Wolfgang Schlüter VIII 348–351
- Martin Schlunck II 372
- Walter Schmedemann II 372–373
- Max Schmeling IV 306–307
- Arno Schmidt I 274–275
- Bernhard Schmidt III 341–342
- Eberhard Schmidt III 342–343
- Johann Lorenz Schmidt V 325–327
- Loki Schmidt VI 293–296
- Volkmar Schmidt VII 299–300
- Uwe Schmidt IV 307–308
- Georg Philipp Schmidt von Lübeck VI 296–297
- Karlfranz Schmidt-Wittmack VII 300–301
- Ernst Schnabel VI 297–298
- Bernhard Schnackenburg II 374–375
- Karl Schneider III 343–345
- Karl Ludwig Schneider VI 298–300
- Nina Schneider VIII 351–352
- Arp Schnitger III 345–346
- Alfred Schnittke VII 301–302
- Heinrich Schnoor VIII 353
- Magdalene Schoch IV 309–310
- Simon Schöffel I 275–276
- Heinrich Schönberg IV 310–311
- Hermann Schöne VIII 353–354
- Adolph Schönfelder II 375–377
- Thea Schönfelder VII 303–304
- Fritz Schött VII 304
- Nikolaus Schoke VIII 355–356
- William Scholz V 327–329
- Hermann Schomberg III 346–347
- Hans Schomburgk V 329–330
- Johann Schop IV 311–312
- Arthur Schopenhauer VII 304–306
- Amalia Schoppe (geb. Weise) III 347–348
- Richard Schorr IV 312–313
- Gerhard Schott III 348–349
- Hugo Schottmüller III 349–350
- Carl Schrader VIII 356–358
- Gottfried Schramm VI 300–301
- Jost Schramm VI 301–303
- Percy Ernst Schramm I 276–278
- Ernst Schrewe IV 313–315
- Albert Schreye III 350–351
- Johann Schreye II 377–378
- Alf Schreyer IV 315
- Anna Christina Schröder (geb. Hart) I 278–279
- Bruno von Schröder II 378–379
- Carl August Schröder III 352–353
- Christian Matthias Schröder II 379–380
- Friedrich Ludwig Schröder I 279–280
- Hans Schröder I 280–281
- Heinrich von Schröder II 380
- Johann Heinrich Schröder II 381–382
- Fritz Schröder-Jahn II 382–383
- Johannes Schuback II 383–384
- Nicolaus Schuback VIII 358–359
- Johann Jacob Schudt V 330–331
- Reinhold Schünzel V 331–332
- Hanna Schüssler VII 306–307
- Hermann Schütt V 332–334
- Friedrich Wilhelm von Schütz II 384–385
- Paul Schütz II 385–386
- Johann Friedrich Schütze I 281
- Johanna Schütz-Wolff II 386
- Abraham Philipp Schuldt I 281–282
- Johannes Schult IV 315–317
- Walter D. Schultz II 386–387
- Carl Schultze V 334–335
- Carl-Gisbert Schultze-Schlutius III 353–354
- Hermann Schultze-von Lasaulx VIII 359–361
- Elisabeth Schulz VI 303–304
- Friedrich Schulz II 387–388
- Lavinia Schulz IV 317–319
- Wilhelm Schulz IV 319–320
- Paul Schulz-Kiesow VIII 361–362
- Fiete Schulze I 283–284
- Fritz Schumacher II 388–390
- Georg Friedrich Schumacher III 354–355
- Heinrich Christian Schumacher VI 304–305
- Otto Schumann VI 305–306
- Paul Schurek VIII 363–364
- Margarete Schuster I 284
- Wilhelm Schuster VI 306–309
- Gustav Schwantes VII 307–309
- Johann Schwarz IV 320–321
- Clara Schweer VIII 364–365
- Christian Friedrich Gottlieb Schwencke VI 309–310
- Hans Schwenkel VIII 365–367
- Joachim Schweppe V 335–336
- Hildamarie Schwindrazheim VII 309–310
- Hugo Schwindrazheim VII 310–311
- Oskar Schwindrazheim VII 311–313
- Heinz Schwitzke II 390–391
- Felix Schwormstädt III 355–356
- Erwin Seeler I 284–285
- Hans-Joachim Seeler VII 313–314
- Uwe Seeler VIII 367–369
- Walter Seeler IV 321–323
- Georg Seidel II 392
- Elisabeth Seifahrt IV 323
- Gustav Seitz V 336–338
- Paul Seitz IV 323–325
- Thomas Selle II 392–393
- Gottfried Semper I 285–287
- Heinrich Sengelmann I 287–288
- Abraham Senior Teixeira III 357–358
- Isaac Chaim Senior Teixeira (= Manoel Teixeira) III 358
- Hercule Comte de Serre V 338–339
- Paul Sethe VI 310–311
- David Shaltiel II 393–394
- Richard von Sichowsky II 394
- Otto Sickert III 358–359
- Max Sidow VII 314–316
- Arthur Siebelist V 339–340
- Walter Siebelist V 340–341
- Karl Sieg III 359–360
- Hugo Sieker VIII 370–373
- Edmund Siemers VI 311–313
- Christa Siems VII 316–317
- Anna Siemsen I 288–290
- Detlef Sierck II 394–395
- Walter Siering VII 317–318
- Amalie Sieveking I 290–291
- Ernst Friedrich Sieveking VI 314–315
- Georg Heinrich Sieveking I 291–293
- Heinrich Sieveking III 360–361
- Johanna Margaretha Sieveking (Hannchen) I 293–294
- Karl Sieveking III 361–363
- Kurt Sieveking I 294–296
- Rudolf Sieverts VII 318–320
- Otto Sill II 395–396
- Semuel da Silva III 363–364
- Anna Simon I 296
- Röschen Simon VIII 373–374
- Werner Simon IV 325–326
- Hermann Sinell V 341–342
- Kurt Singer II 396–397
- Robert Miles Sloman VI 316–318
- Robert Miles Sloman (der Jüngere) V 342–344
- Naum Slutzky V 344–346
- Hedwig Slutzky-Arnheim VI 318–319
- Jacob Gysbert van der Smissen VIII 374–376
- Bruno Snell V 346–348
- Hieronymus Snitger I 297–298
- Dorothee Sölle V 348–350
- Fritz Solmitz VII 321–322
- Walter Solmitz I 298
- Friedrich zu Solms-Laubach (1574–1635) II 398
- Carsten Wilhelm Soltau VIII 376–378
- Dietrich Wilhelm Soltau VII 322–323
- Hans Sommerfeld VII 324–325
- Otto Wilhelm Sonder III 364–365
- Jakob Sonderling VII 325–326
- Ernst Georg Sonnin I 298–300
- August Sonntag II 399
- Friedrich Sparmann II 399–400
- Erwin Speckter III 365–366
- Hans Speckter II 400–401
- Johann Speckter I 300–301
- Otto Speckter II 401–403
- Ferdinand Sperber VI 319–320
- Otto Sperling II 403–404
- David Spiegel VIII 378–379
- Arthur Spier I 301–302
- Heinrich Spiero VII 326–328
- Hermann Spitz III 366–367
- Rolf Spörhase V 350–352
- Rolf Sprandel VIII 379–380
- Axel Springer III 367–369
- Herbert Sprotte V 352–353
- Heinz Spundflasche II 404–405
- Hagen Staack III 369–370
- Curt Stage III 370–371
- Adolf Stahl V 353–355
- Erna Stahl I 302–303
- Claus Stallknecht I 303
- Carl Stamm VII 328–329
- Franz Georg Stammann VII 330–331
- Hugo Stammann V 355–356
- Wilhelm Stapel VI 320–321
- Kurt Stapelfeldt VIII 380–383
- Käthe Starke-Goldschmidt V 357
- Volker Starke IV 326
- Lucas Andreas Staudinger I 303–304
- Winfried Steffani IV 326–327
- Heino-Gerd Steffens VII 331–332
- Gerald Stefke VII 332–334
- Heinrich Stegemann VI 321–323
- Georg Steigerthal VIII 383–386
- Helma Steinbach I 304–305
- Semmy Steinberg V 358
- Justin Steinfeld II 405–406
- Heinrich Steinhagen I 305–307
- Carl Ferdinand Steinhaus VI 323–324
- Carl Ferdinand Stelzner IV 328–329
- Gustav Stengele VI 324–325
- Ordo Stenmel II 406
- Anschel Stern IV 329–330
- Otto Stern IV 330–332
- William Stern II 406–408
- Salomon Meyer Sternberg I 307–308
- Richard Stettiner II 408–409
- Johann Georg Stintzing V 358–360
- Julius Stockhausen VI 325–327
- Otto Stockhausen III 371–372
- Rolf Stödter VIII 386–387
- Albert Störmer IV 332–334
- Klaus Störtebeker I 308–309
- Heinz Stolte IV 334–336
- Inge Stolten VI 327–328
- Otto Stolten II 409–411
- Hugo Stoltzenberg VI 328–330
- Heinz Stoob VI 330–332
- Frieda Stoppenbrink-Buchholz III 372–373
- Irma Stoss IV 336–337
- Justus Strandes IV 337–338
- Hermann Strasosky III 373
- Ferdinand Streb I 309–310
- Matthias Strenge VIII 387–389
- Paul Stritter II 411–412
- Adam Struensee II 412–413
- Johann Friedrich Struensee VII 334–336
- Jacob Struve V 360–361
- Kurt Struve IV 338–339
- Hans Heinz Stuckenschmidt IV 340–341
- Hans-Georg Studnitz IV 341–342
- Otto Stüber III 373–374
- Albin Stuebs III 374–376
- Julius Caesar Stülcken IV 343–345
- Adolph Stuhlmann V 361–362
- Absolon Stumme III 376
- Paul Sudeck III 376–377
- Christoffer Suhr IV 345–346
- Johann Julius Surland VI 332–334
- Christophorus Sylvius III 377–378
- Arnold Sywottek VI 334–335
- Andrzej Szablewski III 378–379

## T
- Franz Werner Tamm VI 336
- Ruth Tassoni (geb. Domino) IV 347
- Georg Philipp Telemann III 380–382
- Käthe Tennigkeit V 363
- Franz Termer VI 336–337
- Bruno Tesch VII 337–338
- Ebba Tesdorpf II 414
- Hans Teske II 414–415
- Friedrich Karl von Tettenborn II 415–416
- Elsa Teuffert V 363–364
- Adolf von Thaden III 382
- Ernst Thälmann VI 337–339
- Johann Theile VIII 390
- Gerhard Theuerkauf VIII 391–392
- Georg Thielen III 382–383
- Helmut Thielicke II 417–718
- Käthe Thiemann (geb. Ulrich) IV 347–348
- Werner Thieme VIII 392–394
- Ferdinand Thieriot V 364–365
- Johann Otto Thiess II 418–419
- Georg Thilenius VII 338–340
- Carl Thinius VI 339–340
- Friedrich Thörl VI 341–342
- Fritz Thörl IV 348–350
- Max Thoma VIII 394–395
- Helmuth Thomas III 383–384
- Johann Heinrich von Thünen I 311
- Joachim Tielke (Tilecke) I 311–312
- Hermann Tiemann I 312
- Rolf Tietgens VII 340–341
- Henry Christian Timm II 419–420
- Marianne Timm I 312–313
- Herbert Tobias V 365–367
- Ingeborg Tönnesen V 367–368
- Ferdinand Tönnies I 313–15
- Lola Töpke (geb. Simon) V 368–369
- Max Traeger IV 350–351
- Georgius Trajectinus III 384–385
- Ernst Christian Trapp III 385–386
- Adam Tratziger I 315–316
- Antonie Traun (geb. Westphal) VI 342–343
- Bertha Traun (geb. Meyer) I 316–317
- Heinrich Traun VI 343–346
- Fritz Trautwein IV 352–353
- Gyula Trebitsch III 386–387
- Margarete Treuge VI 346–347
- Gustav Trinks III 387
- Bernhard Troch III 388
- Oskar Troplowitz I 318–319
- Paul Heinrich Trummer II 420
- Gustav Tuch II 420–421
- Franz Tügel I 319–320
- Peter Tügel VIII 396–397
- Tetjus Tügel IV 353–355
- Walter Tügel VIII 397–398
- Richard Tüngel VIII 398–401
- Tybbeke III 388–389

## U
- Zacharias Conrad von Uffenbach VI 348
- Wilhelm Uhde II 422
- Walter Uhsadel III 390
- Unwan II 423–424
- Johann August Unzer I 321
- Johann Christoph Unzer I 322–323
- Johanne Charlotte Unzer IV 326
- Hugo Urbahns VIII 402–403
- Simon von Utrecht II 424

## V
- Bernhard Vaget III 391
- Alfred Vagts V 370–371
- Henry Vahl II 425–426
- Johan van Valckenburgh I 324
- Wolfgang Veenker VII 342–343
- Anna Wilhelmine Catharina Veldkamp II 426–427
- Isa Vermehren VI 349–350
- Margarethe Vermersen III 391–392
- Johannes Versmann II 427–428
- Willy Victor IV 357
- Ferdinand Vieth IV 357–359
- Albert Vietor II 429–430
- Werner Villinger III 392–394
- Ernst Gottfried Vivié V 372–373
- Walter Völschau VIII 404–405
- Hugo Vogel I 324–325
- Caspar Voght VI 350–352
- Anne-Marie Vogler III 394–395
- Richard Vogt I 325–326
- Hedwig Voegt VII 343–345
- Eva-Maria Voigt VII 345–346
- Johann Friedrich Voigt (1806–1886) II 430
- Johann Friedrich Voigt (1833–1920) I 326–328
- Leonhard Voigt IV 359–360
- Adolph Vollmer III 395
- Gottfried Vollmer IV 361
- Johannes Vollmer VI 352–353
- Paul Voltz VII 346–347
- Georg Friedrich Vorwerk I 328–330
- Charlotte Voss V 373–374
- Ernst Voss IV 361–363
- Hans Vredeman de Vries II 430–432

## W
- Wilhelm Wachendorf I 331
- Leonhard Wächter I 332
- Wilhelm Waetzoldt III 396
- Wilhelm Wagener IV 364–365
- Carl Friedrich Wagner III 397–398
- Frank Wagner IV 365–366
- Gustav Wahl VI 354–356
- Johann Wahlgren II 433
- Kurt van der Walde IV 366–367
- Andreas Walther II 433–435
- Christoph Walther IV 367–368
- Richard Walzer VIII 406–408
- Kurt Wand VII 348–349
- Georg Heinrich Wappäus VIII 408–409
- Aby Warburg II 435–437
- Anna Warburg III 398–399
- Eric M. Warburg III 399–400
- Mary Warburg (geb. Hertz) II 437–438
- Max Warburg II 438–440
- Moritz M. Warburg IV 368–369
- Moses Marcus Warburg VI 356–357
- Sara Warburg (Särchen) VI 357–359
- Siegmund Warburg III 400–401
- Ingrid Warburg Spinelli III 401–403
- Helmuth Warnke IV 369–371
- Martin Warnke VIII 409–411
- Alma Wartenberg VI 359–361
- Fritz Wartenberg VIII 411–413
- Friedrich Wasmann VI 361–362
- Martin Wassermann V 375–376
- Eduard Friedrich Weber VII 349–350
- Renatus Weber IV 371–372
- Theodor Weber VIII 413–416
- Vince Weber VIII 417–418
- Matthias Weckmann I 332–333
- Dieter Wedel VIII 418–420
- Siegfried Wedells (Wedeles) VI 362–364
- Alfred Wegener IV 373–375
- Harriet Wegener I 333–334
- Willi Wegewitz II 440–441
- Christian Wegner I 334–335
- Feodor Wehl III 403–404
- Hartmut Wehrt VIII 420–421
- Brigitte Wehrt-Schmorell VIII 421–422
- Christian Friedrich Weichmann I 336–337
- Elsbeth Weichmann I 337–338
- Herbert Weichmann I 338–340
- Adolf Weidig III 404–405
- Alfred Weigert VIII 422–424
- Gustav Weihrauch V 376–377
- Wilhelm Weimar IV 375–376
- Martin Gottfried Weiß VI 364–365
- Edith Weiss-Mann I 340–341
- Ernst Weiß VIII 424–426
- Wilhelm Weitling I 341–342
- Carl Friedrich von Weizsäcker IV 376–378
- Georg Wellhausen IV 378–379
- Bertha Wendt (geb. Bahnson) VI 365–366
- Gustav Wendt I 342–343
- Hans Wenke VI 366–368
- Johann Angelius Werdenhagen VIII 426–428
- Charles Anthony Werner V 377–378
- Gunda Werner V 378–379
- Sidonie Werner I 343–344
- Christian Wernicke IV 379–381
- Akiba-Israel Wertheimer VI 368–369
- Hartwig Wessely III 405–406
- Moses Wessely VII 350–352
- Curt Wessig VI 369–370
- Paula Westendorf V 379–380
- Max Westphal V 380–381
- Adolph Libert Westphalen I 344–345
- Gustav Westphalen IV 381–382
- Wilhelm Weygandt III 406–408
- Hans Weymar III 408
- Ferdinand Wibel VIII 428–430
- Johann Hinrich Wichern I 345–346
- Friedrich Wield VII 352–354
- Ignatz Wiemeler II 441
- Ludolf Wienbarg VI 370–372
- Gisela Wiese VIII 430–431
- Kurt Wiese VII 354–355
- Ludwig Wiesinger V 382–383
- Wilhelm Wiesner V 383–384
- Mary Wigman III 409–410
- Matthäus Arnold Wilckens V 384
- Ulrich Wilckens VIII 431–432
- Ulrich Wildgruber IV 382–383
- Wilhelm August zu Braunschweig-Lüneburg-Harburg II 441–443
- Johann Peter Willebrand (Willebrandt) II 443–444
- Roger Willemsen VII 355–357
- Ferdinand Richard Wilm VI 372–374
- Carl Ludwig Wimmel III 410–411
- Edgar Wind V 384–386
- Walter Windfuhr I 346–347
- August Winnig VI 374–375
- Wirad von Boizenburg II 444–445
- Karl Witt IV 383–384
- Karl Witte III 411–412
- Albrecht Wittenberg V 386–387
- Ben Witter III 412–413
- Franz Heinrich Witthoefft III 413–414
- Otto Wöhlecke VII 357
- Grete Wöhrmann III 414–415
- Hans-Otto Wölber III 415–416
- Adolph Woermann I 347–349
- Carl Woermann (Karl, 1844–1933) II 445–446
- Julius Wohlers IV 384–385
- Adolf Wohlwill IV 385–387
- Anna Wohlwill I 349–350
- Friedrich Wohlwill VI 375–376
- Gretchen Wohlwill II 446–447
- Immanuel Wohlwill VI 376–378
- Johann Christian Wolf II 447–448
- Johann Christoph Wolf VII 358–359
- Ludwig Wolf III 416–417
- Reinhart Wolf II 448–449
- Emil Wolff VI 378–380
- Jacob Wolff VII 359–361
- Karl Wolff V 387–388
- Oscar Ludwig Bernhard Wolff III 417–419
- Fritz Wolffheim I 350
- Hans Wolffheim I 351
- Agnes Wolffson I 351–352
- Isaac Wolffson II 449–451
- Edmund Wollheim da Fonseca IV 387–389
- Johann Gottlieb Wolstein IV 389
- Geo Wolters VII 361–362
- Reinhard Woltman II 451–452
- Alice Wosikowski VII 363
- Irene Wosikowski VII 364
- Hans Wrage VIII 432–434
- Albrecht von Wrochem VI 380–381
- Valentin Wudrian (d. Ä.) III 419–420
- Heinrich Würzer (Würtzer) I 352–353
- Johannes Wüsten III 420–421
- Emilie Wüstenfeld I 353–355
- Karl Wüstenhagen VI 381–383
- Hermann Wulf V 389
- Albert Wulff IV 389–390
- Hilde Wulff IV 390–392
- Jürgen Wullenwever III 421–422
- Paul Wunderlich VI 383–385
- Christian Friedrich Wurm VII 365–367
- Hermann Wurzbach VI 385–387
- August Wygand VI 387–389

## Y
- Theodor York V 390–391

## Z
- Grete Zabe IV 393
- Eduard Zacharias V 392–394
- Marie Zacharias I 356–357
- Peter von Zahn VII 368–369
- Heinz Zahrnt IV 393–395
- Zvi Zamoscz VI 390
- Hiltgunt Zassenhaus III 423–424
- Egmont Zechlin I 357–358
- Hans Zehrer VI 390–392
- Heinrich Zeise III 424–425
- Max Zelck VIII 435–436
- Philipp von Zesen V 394–396
- Erich Ziebarth VII 369–371
- Horst Ziebell VI 392–393
- Erich Ziegel III 425–426
- Franz Heinrich Ziegenhagen II 453–454
- Joachim Ziegenrücker V 396–398
- Helmut Ziegert VII 371–372
- Luise Zietz VIII 436–437
- Carl Johann Christian Zimmermann III 426–428
- Günter Zimmermann VII 373–374
- Joachim Johann Daniel Zimmermann III 428–429
- Waldemar Zimmermann VIII 437–439
- Erwin Zindler IV 395–397
- Alexander Zinn II 454–455
- Gustav Zinnow V 398–399
- Zitronenjette (= Jette Müller) I 358
- Johannes Zopke VI 394–395